# Nhị Quý
Nhị Quý là một phường thuộc tỉnh Đồng Tháp, Việt Nam.

## Địa lý
Phường Nhị Quý có vị trí địa lý:
- Phía đông giáp xã Bình Trưng.
- Phía tây giáp phường Cai Lậy.
- Phía nam giáp xã Long Tiên.
- Phía bắc giáp phường Mỹ Phước Tây và xã Tân Phú.

Phường Nhị Quý có diện tích 21,36 km², dân số năm 2013 là 27.568 người, mật độ dân số đạt 1.290 người/km².

## Hành chính
Xã Nhị Quý được chia thành 5 ấp: Quý Trinh, Quý Phước, Quý Lợi, Quý Thành, Quý Chánh.

## Lịch sử
Trước tháng 12 năm 2013, xã Nhị Quý thuộc huyện Cai Lậy.
Sau tháng 12 năm 2013, xã Nhị Quý thuộc thị xã Cai Lậy.
Ngày 16 tháng 6 năm 2025, Ủy ban Thường vụ Quốc hội ban hành Nghị quyết số 1663/NQ-UBTVQH15 về việc sắp xếp các đơn vị hành chính cấp xã của tỉnh Đồng Tháp năm 2025. Theo đó, sắp xếp toàn bộ diện tích tự nhiên, quy mô dân số của phường Nhị Mỹ và các xã Phú Quý, Nhị Quý phường mới có tên gọi là phường Nhị Quý.
Sau khi sáp nhập, phường Nhị Quý có 21,36 km² diện tích tự nhiên và dân số 27.568 người.

## Kinh tế
Trung tâm mua bán là chợ Nhị Quý, nằm trên đường tỉnh 874B, ngày 4 tháng 7 năm 2020 xảy ra một vụ hỏa hoạn thiêu rụi chợ, gây thiệt hại 5 tỷ đồng VN.

## Ảnh

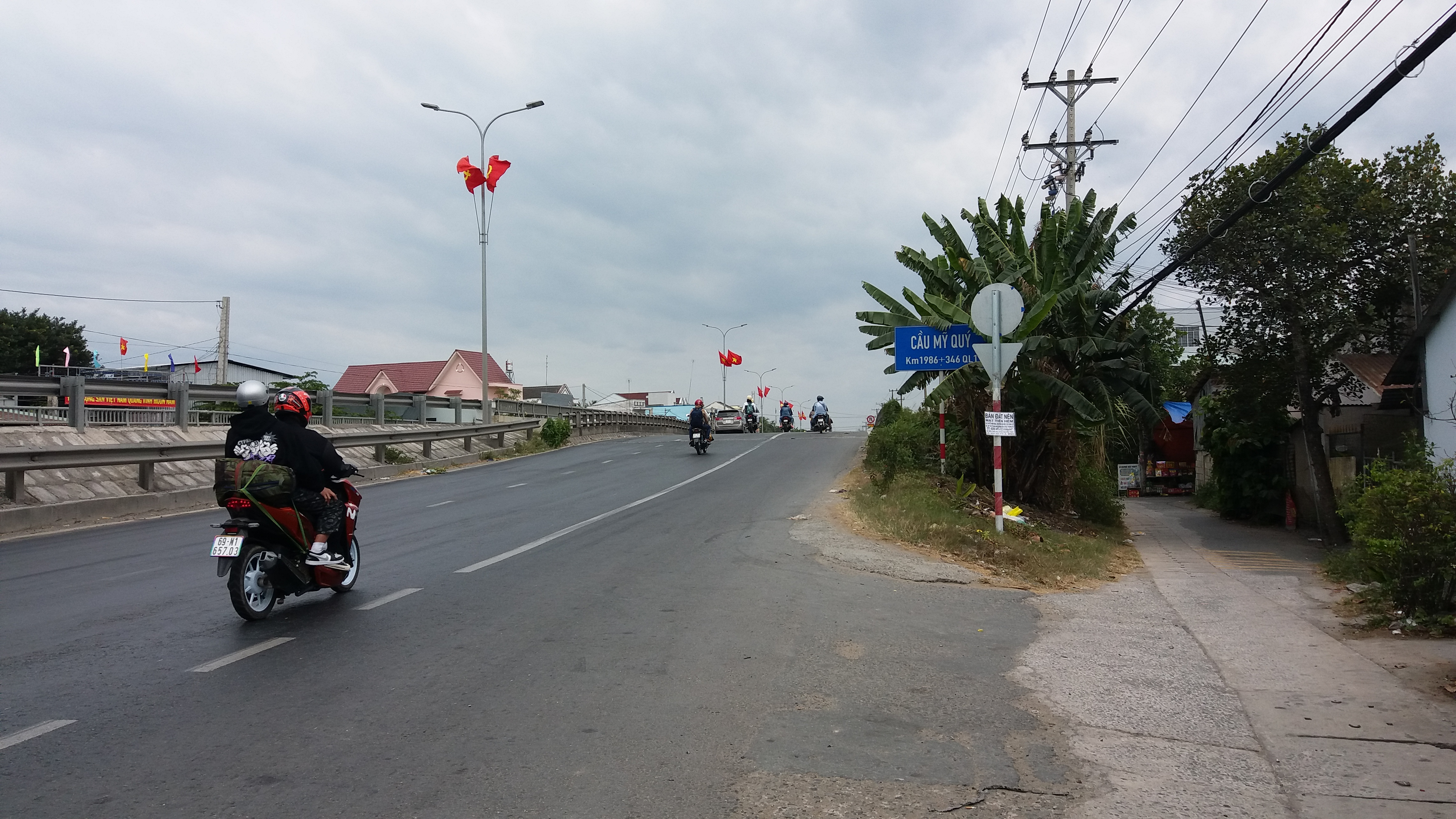
cầu Mỹ Quý trên Quốc lộ 1A.